# Gary Player
Gary Player (ur. 1 listopada 1935 w Johannesburgu) – zawodowy golfista z RPA, który jest powszechnie uważany za jednego z najlepszych golfistów wszech czasów. Podczas swojej kariery Player wygrał dziewięć głównych mistrzostw podczas regularnej trasy i dziewięć głównych mistrzostw podczas Champions Tour. W wieku 29 lat Player wygrał US Open w 1965 roku i stał się jedynym nieamerykańskim graczem, który wygrał wszystkie cztery główne zawody w swojej karierze, znanej jako kariera Wielkiego Szlema. W tym czasie był najmłodszym graczem, który to zrobił, chociaż Jack Nicklaus (26) i Tiger Woods (24) pobili ten rekord. Gracz stał się trzecim golfistą w historii, który wygrał Wielkiego Szlema, zaraz po Ben Hogan i Gene Sarazen. Od tego czasu tylko Nicklaus i Woods dokonali tego wyczynu. Wygrał ponad 160 profesjonalnych turniejów na sześciu kontynentach w ciągu siedmiu dekad i został wprowadzony do World Golf Hall of Fame w 1974 roku. Poza znakomitą karierą zawodniczą, Player znany jest również jako architekt pól golfowych, mając na koncie ponad 400 projektów. Jest również współautorem 36 książek o tematyce golfowej. Player uważany jest za najlepszego nieamerykańskiego golfistę w historii dyscypliny. Wielokrotnie nagradzany i odznaczany za swoją działalność pozasportową, w tym promowanie zdrowego trybu życia. Fundacja Gary'ego Playera działa nieprzerwanie od kilkudziesięciu lat, zbierając łącznie ponad 60 milionów dolarów na pomoc najbardziej potrzebującym.